# 驮畜

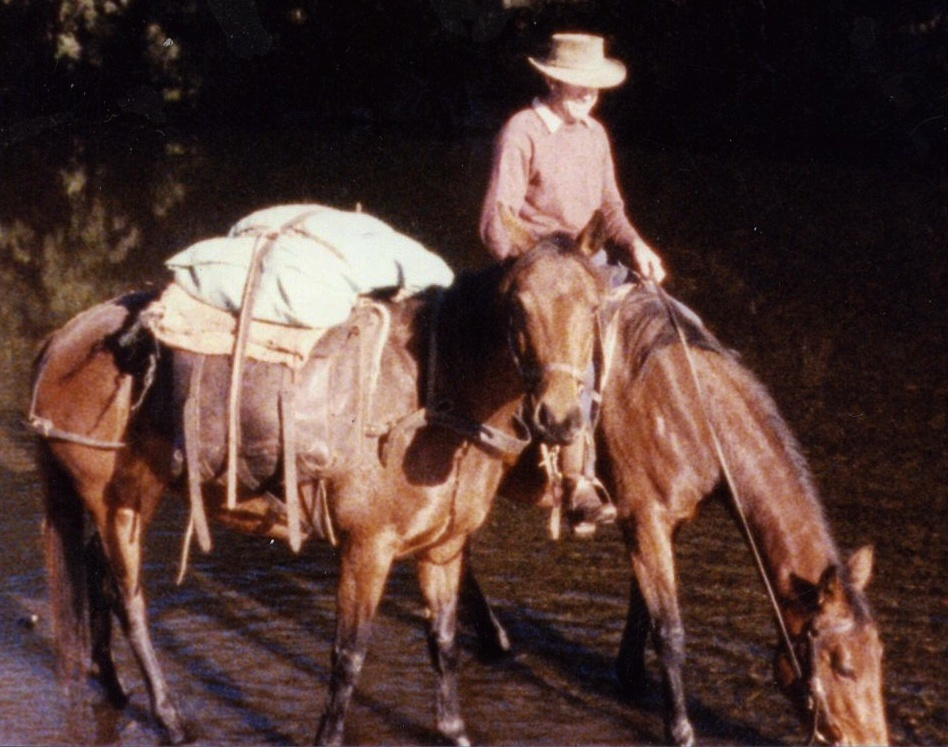
澳大利亚的驮马

驮畜是用来驮运货物的役用動物。与挽畜不同，驮畜是通过将货物拴在背上而不是牵拉来运货。

## 种类
传统的驮畜包括骆驼、牦牛、驯鹿、山羊、水牛、大羊駝等有蹄类动物和马、驴、骡等驯养的马科动物。有时，犬类也可用于驮运小件物品。

### 各地区驮畜
- 北极地区 - 驯鹿、雪橇犬
- 中部非洲、南部非洲 - 牛、骡、驴
- 歐亞大陸 - 驴、牛、马（英语：Packhorse）、骡
  - 中亚 - 双峰骆驼、牦牛、马、骡、驴
  - 南亚、东南亚 - 水牛、牦牛、亚洲象
- 北美洲 - 马（英语：Packhorse）、骡、驴、山羊（英语：Pack goat）
- 北非、中东 - 單峰駱駝、马（英语：Packhorse）、驴、骡、牛
- 大洋洲 - 驴、马（英语：Packhorse）、單峰駱駝、骡、牛
- 南美洲 - 大羊駝、驴、骡

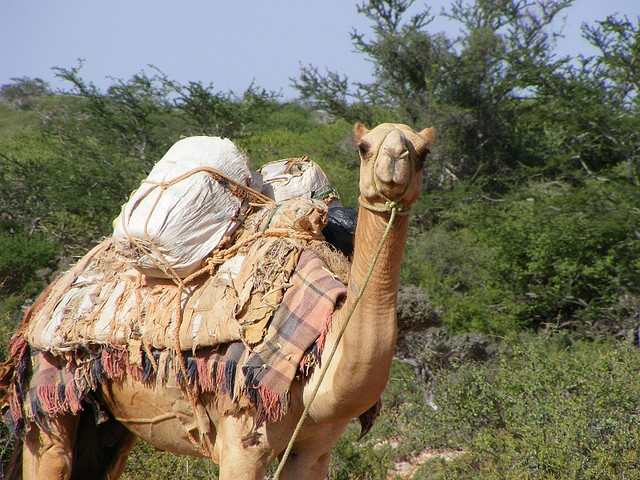
索马里埃勒（英语：Eyl），一名游牧民的骆驼
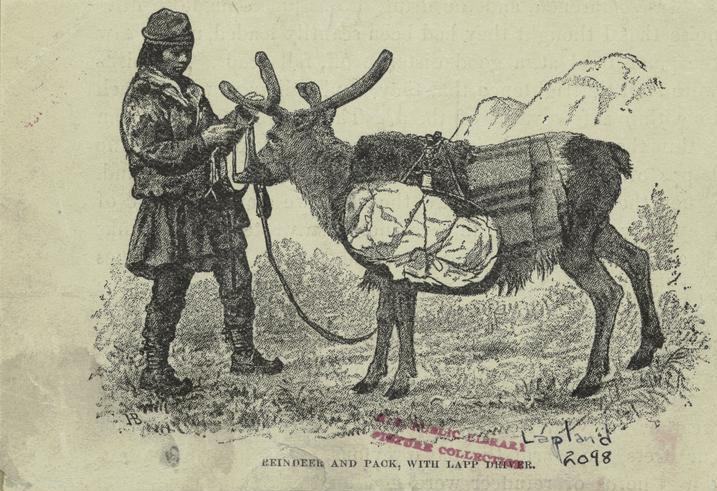
萨米人牵着驯鹿，约1881年
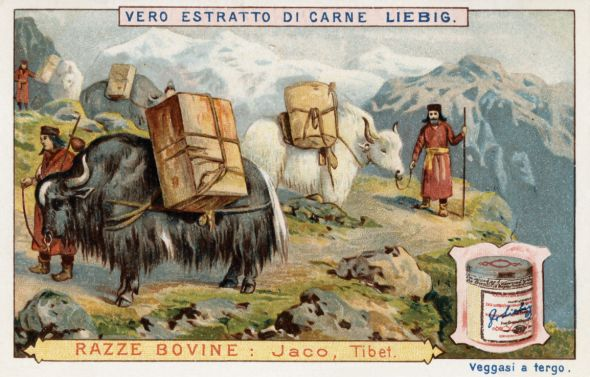
绘有藏区牦牛的广告，1900年
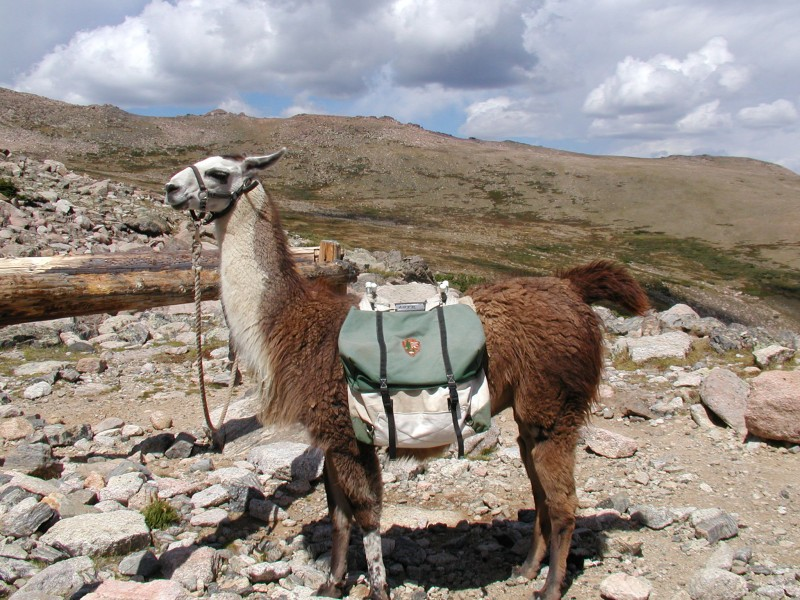
美国科羅拉多州洛磯山國家公園的大羊駝
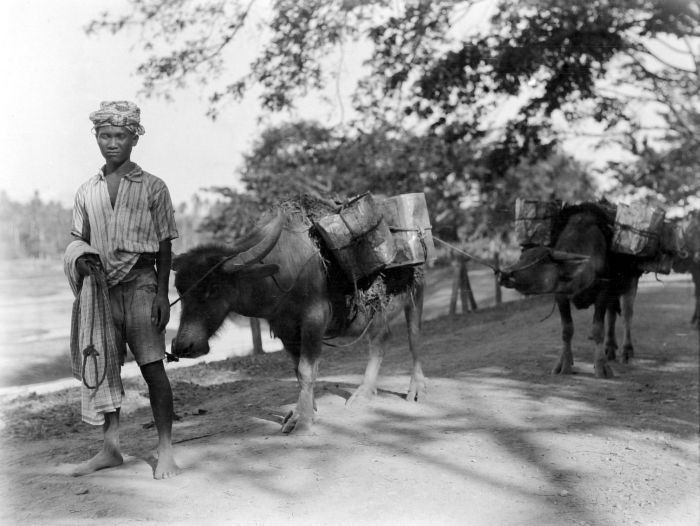
印度尼西亚松巴哇島的水牛
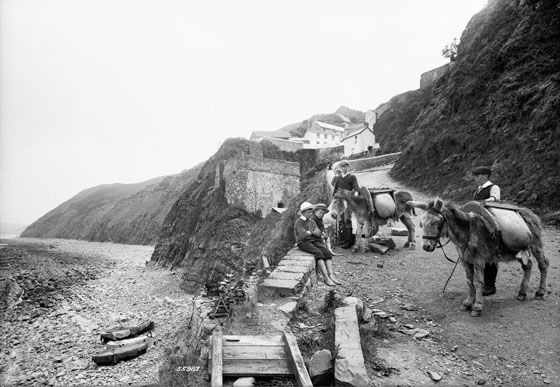
英格兰德文郡的驴，约1906年